# Buse Melis Kara
Pour les articles homonymes, voir Kara.
Buse Melis Kara est une joueuse de volley-ball turc née le 30 août 1998. Elle joue au poste de libero.

## Palmarès

### Clubs
Supercoupe de Turquie:
- 2019[2]

Championnat du monde des clubs:
- 2019

### Équipe nationale
Festival olympique de la jeunesse européenne:
- 2015